# 2011-es feröeri labdarúgó-bajnokság (első osztály)
A 2011-es feröeri labdarúgó-bajnokság (szponzorált nevén Vodafonedeildin 2011) a feröeri labdarúgó-bajnokság legmagasabb szintű versenyének 69. alkalommal megrendezett bajnoki éve volt. A pontvadászat 10 csapat részvételével 2011. április 9-én kezdődött és 2011. október 22-én ért véget. A pontvadászatot a B36 Tórshavn nyerte az ezüstérmes EB/Streymur és a bronzérmes Víkingur Gøta előtt. Ez volt a klub 9. bajnoki címe. A címvédő a HB Tórshavn a kiesés ellen küzdött.
Az élvonaltól az újonc 07 Vestur és a B71 Sandur együttese búcsúzott, helyüket az FC Suðuroy és a TB Tvøroyri foglalták el.
A gólkirályi címet a bronzérmes Víkingur Gøta támadója, Finnur Justinussen hódította el 21 góllal, míg az Év Játékosának járó díjat a bajnokcsapat lengyel támadója, Lukasz Cieslewicz vehette át.

## A bajnokság rendszere
A bajnokság 10 csapat részvételével, a zord feröeri tél miatt tavaszi-őszi lebonyolításban zajlott. A csapatok körmérkőzéses rendszerben mérkőztek meg egymással úgy, hogy minden csapat minden csapattal három alkalommal játszott. Minden csapat legalább egyszer pályaválasztóként, egyszer pedig az ellenfele által választott helyszínen lépett pályára. A bajnokság harmadik, egyben utolsó körmérkőzéses szakaszában új sorsolást készítettek.
A pontvadászat végső sorrendjét a 27 bajnoki forduló mérkőzéseinek eredményei határozták meg a szerzett összpontszám alapján kialakított rangsor szerint. A mérkőzések győztes csapatai 3 pontot, döntetlen esetén mindkét csapat 1-1 pontot kapott. Vereség esetén nem járt pont.
Azonos összpontszám esetén a bajnokság sorrendjét az alábbi szempontok alapján határozták meg:
1. a bajnoki mérkőzések gólkülönbsége
2. a bajnoki mérkőzéseken szerzett gólok száma
3. a bajnoki mérkőzéseken „idegenben” szerzett gólok száma

A pontvadászat nyertese lett a 2011-es feröeri bajnok, a 9. és a 10. helyen végzett csapatok pedig kiestek a másodosztályba.

## Változások a 2010-es szezonhoz képest
Feljutott
- 07 Vestur
- KÍ Klaksvík

Kiesett
- FC Suðuroy
- Argja BF

## Részt vevő csapatok
| Csapat      | Székhely     | Stadion             | Vezetőedző                      | 2010        |
| ----------- | ------------ | ------------------- | ------------------------------- | ----------- |
| 07 Vestur   | Sandavágur   | Sandaváguri stadion | Jógvan Hendrik Samuelsen        | 1. (II. o.) |
| B36         | Tórshavn     | Gundadalur Stadion  | John Petersen Mikkjal Thomassen | 6.          |
| B68         | Toftir       | Svangaskarð Stadion | Bill McLeod Jacobsen            | 7.          |
| B71         | Sandur       | Inni í Dal Stadion  | Piotr Krakowski                 | 8.          |
| EB/Streymur | Streymnes    | Við Margáir         | Heðin Askham                    | 2.          |
| HB          | Tórshavn     | Gundadalur Stadion  | Julian Hansen                   | 1.          |
| ÍF          | Fuglafjørður | Fløtugerði          | Abraham Løkin                   | 4.          |
| KÍ          | Klaksvík     | Injector Arena      | Aleksandar Đorđević             | 2. (II. o.) |
| NSÍ         | Runavík      | Runavík Stadion     | Pauli Poulsen                   | 3.          |
| Víkingur    | Norðragøta   | Serpugerði Stadion  | Jógvan Martin Olsen             | 5.          |

## Végeredmény
| #   | Csapat          | M  | GY | D | V  | G+ – G– | GK  | P                                                     | Megjegyzések                                   |
| --- | --------------- | -- | -- | - | -- | ------- | --- | ----------------------------------------------------- | ---------------------------------------------- |
| 1.  | B36 Tórshavn    | 27 | 21 | 4 | 2  | 63–28   | +35 | 67                                                    | 2012–2013-as Bajnokok Ligája – 1. selejtezőkör |
| 2.  | EB/StreymurK    | 27 | 19 | 3 | 5  | 66–33   | +33 | 60                                                    | 2012–2013-as Európa-liga – 2. selejtezőkör     |
| 3.  | Víkingur        | 27 | 18 | 5 | 4  | 62–31   | +31 | 59                                                    | 2012–2013-as Európa-liga – 1. selejtezőkör     |
| 4.  | NSÍ Runavík     | 27 | 11 | 8 | 8  | 58–47   | +11 | 41                                                    | 2012–2013-as Európa-liga – 1. selejtezőkör     |
| 5.  | KÍ KlaksvíkÚ    | 27 | 10 | 4 | 13 | 48–50   | −2  | 34 \|rowspan="4" style="background-color: #fafafa;"\| |                                                |
| 6.  | B68 Toftir      | 27 | 9  | 5 | 13 | 44–44   | 0   | 32                                                    |                                                |
| 7.  | ÍF Fuglafjørður | 27 | 8  | 4 | 15 | 36–44   | −8  | 28                                                    |                                                |
| 8.  | HB TórshavnCV   | 27 | 7  | 5 | 15 | 46–56   | −10 | 26                                                    |                                                |
| 9.  | 07 VesturÚ      | 27 | 6  | 6 | 15 | 30–65   | −35 | 24                                                    | 1. deild                                       |
| 10. | B71 Sandur      | 27 | 3  | 2 | 22 | 25–80   | −55 | 11                                                    | 1. deild                                       |

Utolsó frissítés: 2011. augusztus 2. 
Forrás: football.fo (feröeriül) 
A rangsorolás alapszabályai: 1. összpontszám, 2. egymás elleni eredmények összpontszáma, 3. gólkülönbség, 4. szerzett gólok száma.
A 2011-es feröeri kupa győztese a 2012–2013-as Európa-liga 2. selejtezőkörében indulhat.
(B): Bajnokcsapat, (K): Kieső csapat, (F): Feljutó csapat, (I): Kupainduló, (R): A rájátszás győztese, (KGY): Kupagyőztes

## Eredmények

### Az 1–18. forduló eredményei
| Hazai \ Vendég1 | 07V | B36 | B68 | B71 | EBS | HB  | ÍFF | KÍ  | NSÍ | VÍK |
| 07 Vestur       |     | 0–3 | 0–1 | 2–1 | 1–7 | 1–0 | 1–0 | 3–3 | 4–6 | 1–1 |
| B36 Tórshavn    | 1–0 |     | 1–0 | 4–1 | 1–0 | 4–1 | 1–1 | 4–1 | 4–3 | 2–0 |
| B68 Toftir      | 1–1 | 2–2 |     | 3–1 | 1–0 | 0–0 | 3–4 | 3–0 | 1–1 | 1–2 |
| B71 Sandur      | 2–0 | 2–3 | 0–5 |     | 1–2 | 0–2 | 1–4 | 0–6 | 1–6 | 0–6 |
| EB/Streymur     | 1–0 | 2–1 | 3–2 | 5–1 |     | 3–1 | 1–0 | 2–0 | 2–2 | 2–1 |
| HB Tórshavn     | 5–0 | 1–3 | 3–3 | 2–0 | 3–2 |     | 3–1 | 1–4 | 0–0 | 1–2 |
| ÍF Fuglafjørður | 1–2 | 1–1 | 3–1 | 1–2 | 0–4 | 3–0 |     | 0–1 | 1–1 | 1–2 |
| KÍ Klaksvík     | 1–2 | 0–2 | 3–1 | 1–2 | 1–3 | 2–2 | 2–0 |     | 1–2 | 0–1 |
| NSÍ Runavík     | 9–0 | 2–3 | 1–0 | 1–1 | 2–2 | 2–1 | 1–1 | 3–3 |     | 0–1 |
| Víkingur        | 1–1 | 1–1 | 2–1 | 3–2 | 3–1 | 3–1 | 1–0 | 2–1 | 3–2 |     |

Utolsó felvett mérkőzés dátuma: 2011. szeptember 29. 
Forrás: football.fo (feröeriül) 
1A hazai csapatok a bal oldali oszlopban szerepelnek.
Színek: Zöld = hazai győzelem; Sárga = döntetlen; Piros = vendéggyőzelem.
 

### A 19–27. forduló eredményei
| Hazai \ Vendég1 | 07V | B36 | B68 | B71 | EBS | HB  | ÍFF | KÍ  | NSÍ | VÍK |
| 07 Vestur       |     | 2–3 | 0–1 | 2–2 |     |     |     | 2–2 |     |     |
| B36 Tórshavn    |     |     |     | 2–1 | 1–2 | 3–2 | 3–0 |     |     |     |
| B68 Toftir      |     | 2–3 |     |     | 3–2 | 1–0 | 0–1 |     |     |     |
| B71 Sandur      |     |     | 0–3 |     |     |     |     | 0–1 | 1–3 | 1–4 |
| EB/Streymur     | 2–1 |     |     | 1–0 |     |     |     | 3–0 | 5–1 | 3–3 |
| HB Tórshavn     | 4–1 |     |     | 5–0 | 3–4 |     |     | 1–3 |     | 2–2 |
| ÍF Fuglafjørður | 1–2 |     |     | 3–2 | 0–2 | 7–1 |     | 0–1 |     |     |
| KÍ Klaksvík     |     | 0–3 | 5–3 |     |     |     |     |     | 5–1 | 1–4 |
| NSÍ Runavík     | 1–0 | 1–2 | 2–1 |     |     | 2–1 | 1–2 |     |     |     |
| Víkingur        | 5–1 | 0–2 | 4–1 |     |     |     | 4–0 |     | 1–2 |     |

Utolsó felvett mérkőzés dátuma: 2011. október 22. 
Forrás: football.fo (feröeriül) 
1A hazai csapatok a bal oldali oszlopban szerepelnek.
Színek: Zöld = hazai győzelem; Sárga = döntetlen; Piros = vendéggyőzelem.
 

## A góllövőlista élmezőnye
Forrás: soccerandequipment.com
21 gólos
- Finnur Justinussen (Víkingur Gøta)

18 gólos
- Klæmint Olsen (NSÍ Runavík)

17 gólos
- Lukasz Cieslewicz (B36 Tórshavn)

14 gólos
- Arnbjørn Hansen (EB/Streymur)
- Kristoffur Jakobsen (KÍ Klaksvík)
- Clayton Soares (07 Vestur)

13 gólos
- Christian Høgni Jacobsen (NSÍ Runavík)

12 gólos
- Jákup á Borg (B36 Tórshavn)
- Christian Chinedu Muomaife (ÍF Fuglafjørður)

11 gólos
- Leif Niclasen (EB/Streymur)
- Símun Samuelsen (HB Tórshavn)

10 gólos
- Hjalgrím Elttør (KÍ Klaksvík)

9 gólos
- Fróði Benjaminsen (HB Tórshavn)
- Sam Jacobsen (Víkingur Gøta)

8 gólos
- Símun Joensen (B36 Tórshavn)
- Hans Pauli Samuelsen (EB/Streymur)

## Magyar légiósok
A szezonban három magyar játékos szerepelt a bajnokságban:
- Gángó András (NSÍ Runavík)
- Turi Géza (Víkingur Gøta)[6][7]

## Európaikupa-szereplés

### Eredmények
| Csapat          | Kupa            | Forduló         | Ellenfél | 1. mérk. | 2. mérk. | Össz.     |
| --------------- | --------------- | --------------- | -------- | -------- | -------- | --------- |
| HB Tórshavn     | Bajnokok Ligája | 2. selejtezőkör | Malmö FF | 0–2      | 1–1      | 1–3       |
| EB/Streymur     | Európa-liga     | 2. selejtezőkör | Qarabağ  | 1–1      | 0–0      | 1–1 (ig.) |
| NSÍ Runavík     | Európa-liga     | 1. selejtezőkör | Fulham   | 0–3      | 0–0      | 0–3       |
| ÍF Fuglafjørður | Európa-liga     | 1. selejtezőkör | KR       | 1–3      | 1–5      | 2–8       |

Megjegyzés: Az eredmények minden esetben a feröeri labdarúgócsapatok szemszögéből értendőek, a dőlttel írt mérkőzéseket pályaválasztóként játszották.